# Julien Baudet
Pour les articles homonymes, voir Baudet.
Julien Baudet, est un footballeur français né le 13 janvier 1979 à Grenoble. Il évolue au poste de défenseur central.
Il est devenu entraîneur lors de la saison 2011-2012.

## Biographie
Formé au Toulouse FC, il débute lors de la saison 1999-2000 en Division 2. Son club étant promu, il joue la saison suivante en Division 1 mais n'y reste qu'une saison, ayant suivi le Téfécé en National, après la rétrogradation du club pour raisons financières, à l'été 2001. 
Il part néanmoins de Toulouse en octobre 2001, pour rejoindre le club d'Oldham Athletic, qui évolue en troisième division anglaise. Il reste en tout près de huit ans en Angleterre, oscillant entre des clubs allant de la deuxième à la quatrième division, et connaît des fortunes diverses. 
Il réussit tout de même à s'imposer à Crewe Alexandra, un club de troisième division qu'il rejoint lors de l'été 2006. Il devient même capitaine de ce club et IL est désigné comme Joueur de l'année par les supporters du club à l'issue de la saison 2007-2008. Il ne parvient pas néanmoins à éviter la relégation de Crewe en League Two (quatrième division), et décide de quitter l'Angleterre à l'issue de la saison 2008-2009. Il signe dans la foulée aux Colorado Rapids, un club de la MLS américaine.
Le 21 novembre 2010, il devient le premier Français à remporter la Coupe MLS, avec son club des Colorado Rapids, grâce à une victoire en finale sur le FC Dallas, 2-1 après prolongation. Il signe dans la foulée aux Seattle Sounders FC.
Après un passage d'entraîneur de l'AC Seyssinet, équipe de septième division française, il rechausse les crampons en juin 2012 pour évoluer en CFA, avec le Grenoble Foot 38, club de sa ville natale.

## Palmarès
- Vainqueur de la Coupe de la MLS en 2010 avec les Colorado Rapids